# Discografia de Djavan
Esta é a discografia de Djavan, cantor brasileiro. A principal fonte é o site do cantor.

## Álbuns

### Álbuns de estúdio
| Ano  | Álbum | Certificações | Vendas   |
| ---- | --- | ------------- | -------- |
| 1976 | A Voz, o Violão, a Música de Djavan - Lançamento: Setembro de 1976 - Formato: LP / CD Flor de Lis (1991, EUR) / CD A Voz e o Violão (1992, BRA) - Gravadora: Som Livre | —             | —        |
| 1979 | Djavan - Lançamento: Janeiro de 1979 - Formato: LP / CD: 2x1 com Alumbramento (1992, EUR / 1994, BRA) / CD 2x1 com Seduzir (2003) / CD (1997) - Gravadora: EMI-Odeon   | —             | —        |
| 1980 | Alumbramento - Lançamento: Janeiro de 1980 - Formato: LP / CD 2x1 com Djavan (1992, EUR) / CD (1997) / CD duplo com Seduzir (2010) - Gravadora: EMI-Odeon              | —             | —        |
| 1981 | Seduzir - Lançamento: 1981 - Formato: LP / CD (1997) / CD 2x1 com Djavan (2003) / CD duplo com Alumbramento (2010) - Gravadora: EMI-Odeon                              | —             | 40 mil   |
| 1982 | Luz - Lançamento: 1982 - Formato: LP / CD (1999) - Gravadora: CBS | —             | 450 mil  |
| 1984 | Lilás - Lançamento: 1984 - Formato: LP / CD - capa diferente (2004) - Gravadora: CBS                                                                                   | —             | 300 mil  |
| 1986 | Meu Lado - Lançamento: Maio de 1986 - Formato: LP / CD - capa diferente (2004) - Gravadora: CBS                                                                        | —             | —        |
| 1987 | Não É Azul, mas É Mar - Lançamento: 1987 - Formato: LP / CD (1992) - Gravadora: CBS (LP) / Columbia (CD)                                                               | —             | —        |
| 1989 | Djavan - Lançamento: 1989 - Formato: LP / CD - Gravadora: CBS | —             | 400 mil  |
| 1992 | Coisa de Acender - Lançamento: 1992 - Formato: LP / CD - Gravadora: Columbia                                                                                           | BRA: Ouro     | 100.000+ |
| 1994 | Novena - Lançamento: 1994 - Formato: LP / CD - Gravadora: Epic | BRA: Ouro     | 100.000+ |
| 1996 | Malásia - Lançamento: 1996 - Formato: CD - Gravadora: Epic | —             | —        |
| 1998 | Bicho Solto - Lançamento: 1998 - Formato: CD - Gravadora: Epic | —             | —        |
| 2001 | Milagreiro - Lançamento: 2001 - Formato: CD - Gravadora: Epic | BRA: Ouro     | 100.000+ |
| 2004 | Vaidade - Lançamento: 2004 - Formato: CD - Gravadora: Luanda Records                                                                                                   | —             | —        |
| 2007 | Matizes - Lançamento: 2007 - Formato: CD - Gravadora: Luanda Records                                                                                                   | —             | —        |
| 2010 | Ária - Lançamento: 2010 - Formato: CD - Gravadora: Luanda Records/Biscoito Fino                                                                                        | —             | —        |
| 2012 | Rua dos Amores - Lançamento: 2012 - Formato: CD - Gravadora: Luanda Records/Universal                                                                                  | —             | —        |
| 2015 | Vidas pra Contar - Lançamento: 2015 - Formato: LP/CD - Gravadora: Luanda Records/Sony/BMG                                                                              | —             | —        |
| 2018 | Vesúvio - Lançamento: 2018 - Formato: LP/CD - Gravadora: Luanda Records                                                                                                | —             |          |
| 2022 | D - Lançamento: 2022 - Formato: LP/CD - Gravadora: Luanda Records | —             | —        |
| 2024 | Origem - Lançamento: 2024 - Formato: Digital - Gravadora: Som Livre | —             | —        |

### Álbuns internacionais
- (1988) Bird of Paradise (sete canções de Não É Azul, mas É Mar, mais três canções inéditas em inglês)
- (1990) Puzzle of Hearts (sete músicas de Djavan (1989), mais três faixas inéditas em inglês)
- (1991) Flor de Lis (lançamento internacional de A Voz, o Violão, a Música de Djavan)
- (1994) Esquinas (álbum com versões em espanhol de alguns de seus maiores sucessos visando a América Latina)

### Álbuns de remixes
- (2005) Na Pista, etc...

### Álbuns ao vivo
- (1999) Djavan ao Vivo
- (2011) Ária ao Vivo
- (2014) Rua dos Amores ao Vivo
- (2024) D Ao Vivo Maceió

### Coletâneas
- (1982) Faltando Um Pedaço
- (1983) Água
- (1985) Revelar
- (1986) Pétala
- (1996) Meu Bem Querer
- (2001) Novelas
- (2014) Obra Completa de 1976 a 2010 (box com 20 CDs)

### DVDs
- (2000) Djavan ao Vivo
- (2002) Milagreiro ao Vivo
- (2011) Ária ao Vivo
- (2014) Rua dos Amores ao Vivo

## Singles
| Ano  | Compacto | Gravadora | Formato          | Nº Cat.                | Álbum                               |
| ---- | --- | --------- | ---------------- | ---------------------- | ----------------------------------- |
| 1974 | "Qual É" (+ 3 canções de outros artistas)                                                                                  | Som Livre | EP/7"            | 402.6012               | —                                   |
| 1975 | "Fato Consumado" / "Rei do Mar" "E Que Deus Ajude" / "Um Dia..."                                                           | Som Livre | EP/7"            | 402.6028               | A Voz, o Violão, a Música de Djavan |
| 1976 | "Flor de Lis" Embola Bola"                                                                                                 | Som Livre | 7" PROMO         | 401.6102               | A Voz, o Violão, a Música de Djavan |
| 1977 | "É Hora" "Romeiros" | Som Livre | 7" PROMO         | 401.6118               | —                                   |
| 1979 | "Meu Bem Querer" | EMI-Odeon | 7" PROMO         | SDP-813                | Alumbramento                        |
| 1979 | "Meu Bem Querer" "Dor e Prata"                                                                                             | EMI-Odeon | 7"               | 31C 006 420165         | Alumbramento                        |
| 1979 | "Lambada de Serpente" | EMI-Odeon | 7" PROMO         | SDP-832                | Alumbramento                        |
| 1980 | "Meu Bem Querer" (+ 3 canções de outros artistas)                                                                          | EMI-Odeon | EP/7"            | 31C 016 420934         | Alumbramento                        |
| 1981 | "Seduzir" | EMI-Odeon | 7" PROMO         | SDP-847                | Seduzir                             |
| 1982 | "Pétala" "Pétala" | CBS       | 12" PROMO        | 51.005                 | Luz                                 |
| 1982 | "Samurai" / "Dentro do Coração" (Rádio Taxi) [JUKEBOX] "Alma" (Simone) / "Fantasia" (Maurício)                             | CBS       | EP/7" PROMO      | CP-501.525             | Luz                                 |
| 1982 | "Samurai" (POR/ESP/FRA/PBX) "Luz"                                                                                          | CBS       | 7"               | A-3007 48.423 (PBX)    | Luz                                 |
| 1982 | "Pétala" / "Sina" "Samurai" / "Esfinge"                                                                                    | CBS       | EP/7"            | 56.571                 | Luz                                 |
| 1982 | 4 Sucessos de Verão: "Esfinge" / "Tô Que Tô" (Simone) "Coisas de Casal" (Rádio Táxi) / "Tempo Quente" (Ricardo Graça Melo) | CBS       | EP/7"            |                        | Luz                                 |
| 1983 | "Tanta Saudade" "Tanta Saudade"                                                                                            | CBS       | 12" PROMO        | 51.027                 | Pra Viver um Grande Amor (TS)       |
| 1984 | "Lilás" "Lilás" | CBS       | 12" PROMO        | 51.039                 | Lilás                               |
| 1984 | "Lilás" (EUR/JAP) "Obi" | CBS       | 7"               | A-4714 28-3P-556 (JAP) | Lilás                               |
| 1984 | "Lilás (Lilac)" (EUA) "Esquinas (Corners)"                                                                                 | CBS       | 7"               | CAS-2172               | Lilás                               |
| 1984 | "Esquinas" | CBS       | 12" PROMO        | 51.046                 | Lilás                               |
| 1984 | "Lilás" / "Transe" "Esquinas" / "Obi"                                                                                      | CBS       | EP/7"            | 56.581                 | Lilás                               |
| 1984 | "Miragem" | CBS       | 12" PROMO        | 51.065                 | Lilás                               |
| 1986 | "Asa" | CBS       | 12" PROMO        | 51.126                 | Meu Lado                            |
| 1986 | "Asa (Remix)" [5:56] "Coisas do Brasil (Remix)" [5:18] (Guilherme Arantes)                                                 | CBS       | 12" PROMO        | 52.069                 | Meu Lado                            |
| 1986 | "Topázio" "Topázio" | CBS       | 12" PROMO        | 51.133                 | Meu Lado                            |
| 1987 | "Soweto" | CBS       | 12" PROMO        | 51.166                 | Não É Azul, mas É Mar               |
| 1987 | "Dou-Não-Dou" | CBS       | 12" PROMO        | 51.170                 | Não É Azul, mas É Mar               |
| 1987 | "Stephen's Kingdom" [3:58] (EUR) "Samurai"                                                                                 | CBS       | 7"               | 651604-7               | Bird of Paradise                    |
| 1987 | "Stephen's Kingdom" (EUR) "Samurai"                                                                                        | CBS       | 12"              | 651604-6               | Bird of Paradise                    |
| 1987 | "Stephen's Kingdom" (EUR) "Samurai" / "Carnival in Rio (Carnaval no Rio)"                                                  | CBS       | EP/Mini CD       | 651604-3               | Bird of Paradise                    |
| 1988 | "Navio" (RUN) "Sina (Fate)"                                                                                                | CBS       | 7"               | 654553-7               | Bird of Paradise                    |
| 1988 | "Bird of Paradise" (RUN) "Sina (Fate)" / "Lilás (Lilac)"                                                                   | CBS       | EP/12"           | 654553-6               | Bird of Paradise                    |
| 1989 | "Oceano" | CBS       | 12" PROMO        | 51.235 51.236          | Djavan (1989)                       |
| 1989 | ? (Simone) / ? (Fábio Jr.) [JUKEBOX] "Oceano" / "Se Tenho Que Te Perder" (Gloria Estefan)                                  | CBS       | EP/12" PROMO     | 901.081                | Djavan (1989)                       |
| 1990 | "Cigano" | CBS       | 12" PROMO        | 51.272                 | Djavan (1989)                       |
| 1990 | "Você Bem Sabe" | CBS       | 12" PROMO        | 51.283                 | Djavan (1989)                       |
| 1990 | "Vida Real (Déjame Ir)" | CBS       | 12" PROMO        | 51.299                 | Djavan (1989)                       |
| 1992 | "Se..." | Columbia  | CD PROMO         | 899.002                | Coisa de Acender                    |
| 1992 | Sony Music Factory - Digital Promo 2: "Outono"                                                                             | Sony      | CD PROMO         | 899.002                | Coisa de Acender                    |
| 1993 | "Linha do Equador" "Linha do Equador"                                                                                      | Columbia  | 12" PROMO        | 51.596                 | Coisa de Acender                    |
| 1994 | "Samurai" [em espanhol] (ESP)                                                                                              | Epic      | CD PROMO         | SAMP 2224              | Esquinas (coletânea)                |
| 1994 | "Nas Ruas" | Epic      | CD PROMO         | 899.092                | Novena                              |
| 1994 | "Sem Saber" | Epic      | CD PROMO         | 899.093                | Novena                              |
| 1995 | Radio Hits 4 Nacional: "Aliás"                                                                                             | Sony      | CD PROMO         | 899.122                | Novena                              |
| 1996 | "Sorri (Smile)" | Epic      | CD PROMO         | 899.282                | Malásia                             |
| 1997 | "Correnteza" | Epic      | CD PROMO         | 899.299                | Malásia                             |
| 1998 | "Eu Te Devoro" [5:00] (Radio Mix) [4:29] / (Extended Mix) [6:50]                                                           | Epic      | CD PROMO         |                        | Bicho Solto                         |
| 1998 | "Eu Te Devoro" "Meu Bem Querer"                                                                                            | Epic      | CD SINGLE        | 899.600                | Bicho Solto                         |
| 1999 | "Acelerou" | Epic      | CD PROMO         | 899.779                | Djavan Ao Vivo, Vol. 2              |
| 1999 | "Lilás" "Samurai" / "Esquinas" / "Meu Bem Querer" / "Acelerou"                                                             | Epic      | EP/CD PROMO      | SAMPCM8595-2           | Djavan Ao Vivo, Vol. 2              |
| 2001 | Milagreiro Album Sampler: "Cair em Si" / "Milagreiro" / "Farinha" / "Om" (POR)                                             | Epic      | EP/CD PROMO      | SAMPCM11105            | Milagreiro                          |
| 2001 | "Cair em Si" | Epic      | CD PROMO         | 900.091                | Milagreiro                          |
| 2001 | "Farinha" | Epic      | CD PROMO         | 900.117                | Milagreiro                          |
| 2002 | "Milagreiro" | Epic      | CD PROMO         | 900.146                | Milagreiro                          |
| 2004 | "Se Acontecer" | Luanda    | CD PROMO         | LRB001                 | Vaidade                             |
| 2014 | "Maledeto" | Luanda    | Download digital | —                      | Rua dos Amores Ao Vivo              |
| 2015 | "Não é um Bolero" | Luanda    | Download digital | —                      | Vidas Pra Contar                    |
| 2017 | "Com Mais Ninguém" | Luanda    | Download digital | —                      | —                                   |
| 2018 | "Solitude" | Luanda    | Download digital | —                      | Vesúvio                             |
| 2018 | "Cedo ou Tarde" | Luanda    | Download digital | —                      | Vesúvio                             |

### Singlesde participações
| Ano  | Compacto | Gravadora    | Formato          | Nº Cat. | Álbum                |
| ---- | --- | ------------ | ---------------- | ------- | -------------------- |
| 2000 | "Final Feliz" (Jorge Vercilo e Djavan) [3:47] / (Black Mix) [4:37] "Final Feliz" (só Jorge Vercilo) [3:47] / (Black Mix) [4:37] | EMI          | EP/Mini CD PROMO |         | Leve                 |
| 2018 | "Alvo Certo" (com A Cor do Som)                                                                                                 | Independente | Download digital | —       | A Cor do Som 40 Anos |

## Canções temas de novelas
- 1973 - "Qual É?" - Os Ossos do Barão
- 1974 - "Presunçosa" - Supermanoela
- 1974 - "Calmaria e Vendaval" - Fogo Sobre Terra
- 1975 - "Rei do Mar" - Cuca Legal
- 1975 - "Alegre Menina" - Gabriela
- 1977 - "É Hora" - O Astro
- 1978 - "Cara de Índio" - Aritana
- 1980 - "Meu Bem Querer" - Coração Alado
- 1981 - "Seduzir" - Brilhante
- 1982 - "Faltando Um Pedaço" - Sétimo Sentido
- 1982 - "Esfinge" - Sol de Verão
- 1985 - "Infinito" - Um Sonho a Mais
- 1986 - "Segredo" - Roda de Fogo
- 1987 - "Dou-não-dou" - Mandala
- 1989 - "Sorri (Smile)" - Pacto de Sangue
- 1989 - "Oceano" - Top Model
- 1990 - "Cigano" - Rainha da Sucata
- 1990 - "Vida Real (Déjame Ir)" - Barriga de Aluguel
- 1991 - "Mal de Mim" - O Sorriso do Lagarto
- 1992 - "Outono" - Pedra Sobre Pedra
- 1993 - "Linha do Equador" - O Mapa da Mina
- 1994 - "Sim ou Não" - Tropicaliente
- 1995 - "Aliás" - A Próxima Vítima
- 1996 - "Correnteza" - O Rei do Gado
- 1997 - "Meu Bem Querer" - A Indomada
- 1997 - "Nem um Dia" - Por Amor
- 1998 - "Meu Bem Querer (1998)" - Meu Bem Querer
- 1999 - "Gostoso Veneno" (com Alcione) - Suave Veneno
- 1999 - "Um Amor Puro" - Terra Nostra
- 2002 - "Milagreiro" - Esperança
- 2004 - "Se Acontecer" - Senhora do Destino
- 2005 - "Dia Azul" - A Lua Me Disse
- 2005 - "Sina (Remix)" - Belíssima
- 2007 - "Delírio dos Mortais" - Duas Caras
- 2008 - "Flor de Lis" - Queridos Amigos
- 2010 - "Sabes Mentir" - Passione
- 2011 - "Melodia Sentimental" - Cordel Encantado
- 2012 - "Alegre Menina" - Gabriela
- 2012 - "Vive" - com Maria Bethânia - Salve Jorge
- 2013 - "Sorriso de Luz" - Flor do Caribe
- 2015 - "Encontrar-te" - Totalmente Demais
- 2016 - "Se Não Vira Jazz" - Êta Mundo Bom!
- 2016 - "Não é um Bolero" - Haja Coração
- 2017 - "Mande um Sinal" - A Força do Querer
- 2017 - "Pétala" - Os Dias Eram Assim
- 2017 - "Com Mais Ninguém" - Tempo de Amar
- 2018 - "Samurai" - Malhação: Vidas Brasileiras
- 2019 - "Acelerou" - Verão 90